# Семюел Едні
Семюел Едні (англ. Samuel Edney) — канадський саночник, олімпійський  медаліст, призер чемпіонатів світу.
Срібну олімпійську медаль  Едні виборов разом із товаришами з канадської команди у змішаній естафеті на Пхьончханській олімпіаді 2018 року. 

## Виноски
1. ↑  (unspecified title) — Міжнародна федерація санного спорту.
2. ↑  Team relay results